# Oruza affulgens
Oruza affulgens là một loài bướm đêm trong họ Erebidae.